# Dele Alli
Bamidele Jermaine "Dele" Alli (/ˈdɛli ˈæli/ DEL-ee AL-ee; sinh ngày 11 tháng 4 năm 1996) là một cầu thủ bóng đá chuyên nghiệp người Anh đang thi đấu ở vị trí tiền vệ cho câu lạc bộ Serie A Como.
Anh sinh ra và lớn lên tại Milton Keynes, gia nhập đội trẻ của đội bóng địa phương Milton Keynes Dons từ năm 11 tuổi trước khi có tên trong đội hình một năm năm sau đó (mùa giải 2012-13). Alli ký hợp đồng với Tottenham Hotspur vào tháng 2 năm 2015 với phí chuyển nhượng ban đầu là 5 triệu euro.
Alli là thành viên của các đội U-17, U-18 và U-19 Anh. Anh có trận đấu đầu tiên cho đội tuyển Anh vào tháng 10 năm 2015 và có tên trong thành phần đội tuyển tham dự Euro 2016 và World Cup 2018.

## Sự nghiệp câu lạc bộ

### Milton Keynes Dons
Alli sinh ra và lớn lên tại Milton Keynes, Buckinghamshire, có cha là người Nigeria và mẹ là người Anh. Anh gia nhập hệ thống đào tạo trẻ của Milton Keynes Dons từ năm 11 tuổi. Năm năm sau, anh có trận đấu ra mắt đội một vào ngày 2 tháng 11 năm 2012, trong trận đấu vòng 1 Cúp FA với Cambridge City. Bàn thắng đầu tiên của Alli trong sự nghiệp thi đấu chuyên nghiệp đến mười một ngày sau đó trong trận đá lại với chính Cambridge và đội bóng của anh đã giành chiến thắng 6–1. Anh lần đầu tiên được ra sân tại Giải bóng đá hạng nhất Anh vào ngày 29 tháng 12 năm 2012 trong trận thua Coventry City 2-3.

#### Mùa giải 2013–14
Từ mùa giải 2013–14, Alli bắt đầu xuất hiện trong đội hình chính thức của MK Dons. Ngày 28 tháng 9, anh có bàn thắng đầu tiên tại một giải đấu chuyên nghiệp trong chiến thắng 4–1 trước Stevenage.
Sau khi gặp chấn thương và phải nghỉ thi đấu vào cuối năm 2013, anh trở lại vị trí chính thức từ đầu năm 2014. Ngày 11 tháng 3, khi mới 17 tuổi và 11 tháng, anh đã lập hat-trick trong chiến thắng 3-1 trước Notts County. Bàn thắng cuối cùng của anh trong mùa giải là pha sút xa giúp MK Dons đánh bại Coventry 2–1. Tổng cộng anh có 37 lần được ra sân trong mùa giải 2013-14 và ghi được 7 bàn thắng.

#### Mùa giải 2014–15
Trong mùa giải 2014-15, Alli đá cặp ở vị trí tiền vệ trung tâm cùng với Darren Potter. Anh có bàn thắng đầu tiên trong mùa giải ở trận thua 2-3 trước Peterborough United.
Ngày 26 tháng 8, Alli đã thi đấu trọn 90 phút trong chiến thắng lịch sử 4-0 tại vòng 2 League Cup của MK Dons trước Manchester United. 4 ngày sau chiến thắng này, Alli tiếp tục lập công trong thắng lợi 2-0 trước Crawley Town. Ngày 13 tháng 9, Alli có 1 bàn và 1 kiến tạo trong chiến thắng 5–3 trước Barnsley.
Ngày 18 tháng 9, Alli gia hạn hợp đồng với MK Dons đến tháng 6 năm 2017. Hai ngày sau đó, anh có hat-trick thứ hai trong sự nghiệp, đem về chiến thắng 6-1 trước Crewe Alexandra.

### Tottenham Hotspur
Ngày 2 tháng 2 năm 2015, Alli ký hợp đồng với Tottenham Hotspur có thời hạn năm năm rưỡi và phí chuyển nhượng 5 triệu £.

#### Milton Keynes Dons (cho mượn)
Sau khi hoàn tất vụ chuyển nhượng với Tottenham Hotspur, Alli ngay lập tức được Tottenham cho MK Dons mượn trong phần còn lại của mùa giải 2014–15. Ngày 19 tháng 4, anh được bầu là Cầu thủ xuất sắc nhất năm của hệ thống The Football League. Kết thúc mùa giải này, MK Dons chính thức thăng hạng Football League Championship.

#### Mùa giải 2015-16
Ngày 8 tháng 8 năm 2015, Alli có trận đấu đầu tiên cho Tottenham và tại Premier League trong trận thua 1-0 trước Manchester United, vào sân thay Eric Dier trong 13 phút cuối của trận đấu. Hai tuần sau đó, anh có pha lập công đầu tiên tại Premier League trong trận hòa 1–1 với Leicester City sau khi vào sân thay cho Erik Lamela.
Ngày 13 tháng 9, Alli lần đầu tiên có tên trong đội hình xuất phát của Tottenham trong trận đấu với Sunderland. Ngày 2 tháng 11, anh có bàn thắng thứ hai trong mùa giải trong chiến thắng 3-1 trước Aston Villa. Sáu ngày sau, anh được BBC chọn là cầu thủ xuất sắc nhất trận hòa 1-1 trong trận Derby bắc London với Arsenal.
Sau màn khởi đầu ấn tượng tại Premier League, 5 bàn thắng sau 18 trận, anh được Tottenham gia hạn hợp đồng đến ngày tháng 1 năm 2021. Ngày 23 tháng 1 năm 2016, anh lập siêu phẩm trong chiến thắng 3-1 trước Crystal Palace. Sau hai pha xử lý trên không loại bỏ một hậu vệ đối phương, anh tung ra cú vô-lê thành bàn từ ngoài vòng cấm địa. Ngày 13 tháng 4, anh có tên trong danh sách rút gọn sáu cầu thủ cho danh hiệu Cầu thủ trẻ xuất sắc nhất năm của Hiệp hội Cầu thủ Chuyên nghiệp Anh (PFA).
Ngày 18 tháng 4 năm 2016, anh lập cú đúp trong chiến thắng 4-0 trước Stoke City, trở thành tiền vệ trẻ nhất trong lịch sử Giải ngoại hạng Anh đạt đến cột mốc mười bàn thắng. Ngày 28 tháng 4, Alli đã phải nhận án cấm thi đấu ba trận cuối cùng của mùa giải sau hành vi đấm vào bụng tiền vệ Claudio Yacob của West Bromwich Albion. Kết thúc mùa giải, Tottenham đứng ở vị trí thứ ba chung cuộc tại Premier League còn cá nhân Alli được bầu là Cầu thủ trẻ xuất sắc nhất năm và có tên trong đội hình tiêu biểu của mùa giải.

#### Mùa giải 2016-17
Alli có bàn thắng đầu tiên trong mùa giải 2016-17 trong chiến thắng 4-0 trước Stoke City. Ngày 2 tháng 10, anh ghi bàn ấn định chiến thắng 2-0 của Tottenham trước đội đầu bảng Manchester City, đội trước đó đã có thành tích thắng cả sáu trận khởi đầu mùa giải. Ngày 7 tháng 12, Alli có pha lập công đầu tiên tại đấu trường Châu Âu UEFA Champions League trong chiến thắng 3-1 trước CSKA Moskva.
Ngày 5 tháng 1, Alli lập cú đúp giúp Tottenham hạ Chelsea 2-0 trong trận đá muộn vòng 20 Ngoại hạng Anh bằng hai pha đánh đầu. Ngày 28 tháng 1, trong trận đấu vòng 4 Cúp FA với Wycombe Wanderers, Alli ghi bàn ở phút 89 trước khi Son Heung-min khi bàn ở phút bù giờ để giúp Tottenham thắng ngược 4-3 khi đã bị dẫn trước 3-2 ở phút 83. Ngày 23 tháng 2, anh phải nhận thẻ đỏ trực tiếp sau pha đạp vào đầu gối của Brecht Dejaegere trong trận thua 2-3 trước Gent tại trận lượt về vòng 1/16 UEFA Europa League 2016–17. Thất bại này khiến Tottenham bị loại khỏi giải và cá nhân Alli bị phạt treo giò ba trận tại đấu trường Châu Âu mùa sau. Ngày 5 tháng 3, Alli ghi bàn ở phút 90+2 để đem về chiến thắng 3-2 trước Everton. Ngày 30 tháng 4, Alli mở tỷ số và là pha lập công thứ 21 cho Tottenham trong mùa giải để đánh bại Arsenal 2-0 tiếp tục duy trì hi vọng vô địch Ngoại hạng Anh.

#### Mùa giải 2017–18
Alli là người ghi bàn thắng đầu tiên trong mùa giải mới của Tottenham với bàn mở tỉ số trong chiến thắng 2-0 trước Newcastle United trong ngày khai mạc Premier League 2017–18. Ngày 2 tháng 11 năm 2017, Alli có hai pha lập công giúp Tottenham giành chiến thắng 3-1 trước đương kim vô địch Champions League Real Madrid trong trận đấu ở lượt thứ tư vòng bảng UEFA Champions League 2017-18 để giành vé vào vòng đấu loại trực tiếp sớm hai lượt đấu.
Ngày 1 tháng 4 năm 2018, Alli lập cú đúp giúp Tottenham giành chiến thắng 3-1 trước Chelsea, trận thắng đầu tiên sau 28 năm tại sân Stamford Bridge của đối thủ. Ngày 21 tháng 4, anh ghi bàn mở tỉ số trong trận đấu bán kết Cúp FA với Manchester United nhưng chung cuộc Tottenham vẫn phải dừng bước ở bán kết giải đấu này 8 lần liên tiếp.

#### Mùa giải 2018-19
Vào ngày 11 tháng 8 năm 2018, Alli đã ghi bàn thắng đầu tiên của mùa giải trong trận đấu mở màn với Newcastle United.
Vào ngày 26 tháng 9, Alli được bầu làm đội trưởng cho trận đấu vòng ba EFL Cup của Tottenham với Watford. Trận đấu kết thúc với tỷ số 2-2,  Alli ghi bàn từ cả hai quả phạt đền trong thời gian thi đấu chính thức và quả phạt đền trong một loạt sút luân lưu quyết định.
Vào tháng 10 năm 2018, Alli đã ký hợp đồng sáu năm mới tại Tottenham, anh sẽ ở lại câu lạc bộ cho đến năm 2024. Anh cũng đã ghi bàn trong chiến thắng 3-1 trên sân nhà trước Chelsea, đó là bàn thắng thứ sáu của anh trong năm trận đấu với Chelsea, và là thất bại đầu tiên cho Chelsea tại Premier League mùa này.

#### Mùa giải 2019-20
Alli đã bỏ lỡ giai đoạn đầu mùa giải vì chấn thương gân kheo. Anh trở lại đội bóng Bắc Luân Đôn vào ngày 1 tháng 9 năm 2019 khi vào sân thay người. Anh đã ghi bàn thắng đầu tiên của mùa giải trong trận đấu với Watford với tỷ số 1-1. Vào tháng 11 năm 2019, Mauricio Pochettino đã bị câu lạc bộ sa thải và được thay thế bởi Jose Mourinho. Mourinho đã sử dụng Alli như một cầu thủ tấn công chỉ sau Harry Kane, trở lại vị trí trước đó của anh sau khi chơi ở vị trí tiền vệ sâu hơn hai năm trước. Theo Mourinho, "Dele không phải là cầu thủ tiền vệ". Vai trò tấn công giúp Alli tự do hơn trong việc ghi bàn, và anh đã ghi ba bàn trong ba trận đầu tiên dưới thời Mourinho, hai trong số đó đến trong trận đấu với Bournemouth.
Vào tháng 2 năm 2020, ngay sau khi đại dịch COVID-19 bắt đầu bùng phát, Alli đã đăng một video lên Snapchat, trong đó anh nói đùa về sự bùng phát của đại dịch và chế nhạo một người đàn ông châu Á. Alli sau đó đã xóa bài đăng và phát hành một video xin lỗi trên Weibo. Anh bị Liên đoàn bóng đá Anh buộc tội vì hành vi sai trái.

#### Mùa giải 2020–21
Trong nửa đầu mùa giải 2020–21 , Alli được cho là không được Mourinho ưu ái, ít được ra sân trong các trận đấu.Hầu hết các trận đấu của anh ấy đều là ở UEFA Europa League.Anh ghi bàn thắng đầu tiên trong mùa giải ở trận play-off Europa League với Maccabi Haifa vào ngày 1 tháng 10 năm 2020. Trong trận đấu tại vòng 32 đội Europa, anh ghi một bàn thắng tuyệt đẹp vào lưới Wolfsberger bằng một pha xe đạp chổng ngược.Anh có lần ra sân đầu tiên tại Premier League sau sáu tháng trong chiến thắng 1-0 trước Fullham

#### Mùa giải 2021–22
Vào ngày 22 tháng 8 năm 2021, Alli ghi bàn thắng đầu tiên trong mùa giải trong chiến thắng 1–0 trước Wolverhampton Wanderers . Đây là bàn thắng đầu tiên của Alli tại Premier League kể từ tháng 3 năm 2020

### Everton
Dele Alli chính thức nói lời chia tay với Tottenham sau 7 năm gắn bó và gia nhập Everton với mức giá 40 triệu bảng anh,anh ký hợp đồng 2 năm rưỡi với câu lạc bộ.Anh có trận đấu đầu tiên cho câu lạc bộ bộ trong thất bại 3-1 trước Newcastle United

## Sự nghiệp quốc tế
Alli từng là thành viên của các đội U-17 và U-18 Anh. Ngày 27 tháng 8 năm 2014, Alli được triệu tập vào Đội tuyển U-19 Anh. Anh có trận ra mắt U-19 Anh với một pha kiến tạo trong trận hòa 1-1 với U-19 Đức.
Vào tháng 2 năm 2015, đã có những động thái từ huấn luyện viên John Fashanu muốn gọi Alli vào đội tuyển Nigeria. Tuy nhiên vào ngày 1 tháng 10, huấn luyện viên Roy Hodgson đã triệu tập anh vào đội hình đội tuyển Anh tham dự hai trận đấu tại vòng loại Euro 2016 với Estonia và Lithuania. Ngày 9 tháng 10, anh có trận đấu đầu tiên cho đội tuyển Anh vào ngày 9 tháng 10, khi vào sân thay cho Ross Barkley trong chiến thắng 2–0 trước Estonia.
Ngày 17 tháng 11 năm 2015, Alli được vào sân ngay từ đầu và đã ghi bàn thắng mở tỉ số từ quả sút xa trong trận giao hữu thắng Pháp 2-0 tại sân Wembley. Sau đó trong trận giao hữu với đương kim vô địch thế giới Đức vào ngày 26 tháng 3 năm 2016, anh được BBC chọn là Cầu thủ xuất sắc nhất trận đấu. Trong trận này, tuyển Anh đã lội ngược dòng đánh bại Đức 3-2 sau khi bị dẫn trước 2-0.

### Euro 2016
Ngày 31 tháng 5 năm 2016, Alli có tên trong thành phần 23 cầu thủ Anh tham dự Euro 2016 tại Pháp dưới sự dẫn dắt của huấn luyện viên Roy Hodgson. Ngày 11 tháng 6, anh có trận đấu đầu tiên tại một giải đấu lớn cho đội tuyển Anh, ra sân ngay từ đầu ở trận hòa 1-1 với Nga. Tại giải đấu này, anh góp mặt trong cả bốn trận đấu của đội tuyển Anh với ba lần đá chính.

### World Cup 2018
Ngày 3 tháng 6 năm 2018, Alli có tên trong thành phần 23 cầu thủ Anh tham dự World Cup 2018 tại Nga dưới sự dẫn dắt của huấn luyện viên Gareth Southgate. Tại giải đấu này, anh chỉ có được một bàn thắng trong trận thắng 2-0 trước Thụy Điển để ghi tên mình vào bán kết sau 28 năm kể từ World Cup 1990.

## Thử thách Dele (Dele Challenge)
Tháng 8 năm 2018, Dele Alli đã đăng trên Instagram hình ảnh mình làm dấu OK úp ngược bằng tay và cho lên mắt. Chính từ hình ảnh này đã tạo nên một trào lưu mang tên "Dele Challenge (Thử thách Dele)". Thử thách này đòi hỏi bạn phải làm động tác giống như hành động của Dele Alli trong bức ảnh được đăng trên Instagram. Rất nhiều người đã hưởng ứng trào lưu này và đăng những hình ảnh làm động tác của Dele Alli trên Facebook, Twitter, Instagram.

## Thống kê sự nghiệp

### Câu lạc bộ
Tính đến 29 tháng 8 năm 2022
| Câu lạc bộ          | Mùa giải            | Giải vô địch        | Giải vô địch | Giải vô địch | Cúp quốc gia | Cúp quốc gia | League Cup | League Cup | Châu Âu | Châu Âu | Khác | Khác | Tổng cộng | Tổng cộng |
| Câu lạc bộ          | Mùa giải            | Hạng đấu            | Trận         | Bàn          | Trận         | Bàn          | Trận       | Bàn        | Trận    | Bàn     | Trận | Bàn  | Trận      | Bàn       |
| ------------------- | ------------------- | ------------------- | ------------ | ------------ | ------------ | ------------ | ---------- | ---------- | ------- | ------- | ---- | ---- | --------- | --------- |
| Milton Keynes Dons  | 2011–12             | League One          | 0            | 0            | 0            | 0            | 0          | 0          | —       | —       | 0    | 0    | 0         | 0         |
| Milton Keynes Dons  | 2012–13             | League One          | 2            | 0            | 5            | 1            | 0          | 0          | —       | —       | 0    | 0    | 7         | 1         |
| Milton Keynes Dons  | 2013–14             | League One          | 33           | 6            | 1            | 0            | 2          | 0          | —       | —       | 1    | 1    | 37        | 7         |
| Milton Keynes Dons  | 2014–15             | League One          | 39           | 16           | 1            | 0            | 4          | 0          | —       | —       | 0    | 0    | 44        | 16        |
| Milton Keynes Dons  | Tổng cộng           | Tổng cộng           | 74           | 22           | 7            | 1            | 6          | 0          | —       | —       | 1    | 1    | 88        | 24        |
| Tottenham Hotspur   | 2015–16             | Premier League      | 33           | 10           | 3            | 0            | 1          | 0          | 9       | 0       | —    | —    | 46        | 10        |
| Tottenham Hotspur   | 2016–17             | Premier League      | 37           | 18           | 5            | 3            | 0          | 0          | 8       | 1       | —    | —    | 50        | 22        |
| Tottenham Hotspur   | 2017–18             | Premier League      | 36           | 9            | 7            | 1            | 2          | 2          | 5       | 2       | —    | —    | 50        | 14        |
| Tottenham Hotspur   | 2018–19             | Premier League      | 25           | 5            | 1            | 0            | 4          | 2          | 8       | 0       | —    | —    | 38        | 7         |
| Tottenham Hotspur   | 2019–20             | Premier League      | 25           | 8            | 5            | 0            | 1          | 0          | 7       | 1       | —    | —    | 38        | 9         |
| Tottenham Hotspur   | 2020–21             | Premier League      | 15           | 0            | 2            | 0            | 2          | 0          | 10      | 3       | —    | —    | 29        | 3         |
| Tottenham Hotspur   | 2021–22             | Premier League      | 10           | 1            | 1            | 0            | 2          | 0          | 5       | 1       | —    | —    | 18        | 2         |
| Tottenham Hotspur   | Tổng cộng           | Tổng cộng           | 181          | 51           | 24           | 4            | 12         | 4          | 52      | 8       | —    | —    | 269       | 67        |
| Everton             | 2021–22             | Premier League      | 11           | 0            | 0            | 0            | —          | —          | —       | —       | —    | —    | 11        | 0         |
| Everton             | 2022–23             | Premier League      | 2            | 0            | 0            | 0            | 0          | 0          | —       | —       | —    | —    | 2         | 0         |
| Everton             | Tổng cộng           | Tổng cộng           | 13           | 0            | 0            | 0            | 0          | 0          | —       | —       | —    | —    | 13        | 0         |
| Beşiktaş (mượn)     | 2022–23             | Süper Lig           | 1            | 0            | 0            | 0            | —          | —          | —       | —       | —    | —    | 1         | 0         |
| Tổng cộng sự nghiệp | Tổng cộng sự nghiệp | Tổng cộng sự nghiệp | 269          | 73           | 31           | 5            | 18         | 4          | 52      | 8       | 1    | 1    | 371       | 91        |

1. ↑  Ra sân tại Football League Trophy
2. 1 2  Ra sân tại UEFA Europa League
3. ↑  6 lần ra sân và 1 bàn thắng tại UEFA Champions League, 2 lần ra sân tại UEFA Europa League
4. 1 2 3  Ra sân tại UEFA Champions League
5. ↑  Ra sân tại UEFA Europa Conference League

### Quốc tế
Tính đến 9 tháng 6 năm 2019
| Đội tuyển quốc gia | Năm       | Trận | Bàn |
| ------------------ | --------- | ---- | --- |
| Anh                | 2015      | 4    | 1   |
| Anh                | 2016      | 11   | 1   |
| Anh                | 2017      | 7    | 0   |
| Anh                | 2018      | 11   | 1   |
| Anh                | 2019      | 4    | 0   |
| Tổng cộng          | Tổng cộng | 37   | 3   |

Tính đến trận đấu diễn ra ngày 9 tháng 6 năm 2019. Điểm số của Anh được liệt kê đầu tiên, cột điểm cho biết tỷ số sau mỗi bàn thắng của Alli.
| # | Ngày                 | Địa điểm                          | Trận | Đối thủ   | Tỷ số | Kết quả | Giải đấu                      | Ref.   |
| - | -------------------- | --------------------------------- | ---- | --------- | ----- | ------- | ----------------------------- | ------ |
| 1 | 17 tháng 11 năm 2015 | Sân vận động Wembley, London, Anh | 4    | Pháp      | 1–0   | 2–0     | Giao hữu                      | [ 69 ] |
| 2 | 8 tháng 10 năm 2016  | Sân vận động Wembley, London, Anh | 14   | Malta     | 2–0   | 2–0     | Vòng loại FIFA World Cup 2018 | [ 70 ] |
| 3 | 7 tháng 7 năm 2018   | Samara Arena, Samara, Russia      | 28   | Thụy Điển | 2–0   | 2–0     | FIFA World Cup 2018           | [ 71 ] |

## Danh hiệu

### Cá nhân
- Đội hình tiêu biểu Premier League do Hiệp hội Cầu thủ Chuyên nghiệp Anh bình chọn: 2015-16
- Cầu thủ trẻ xuất sắc nhất mùa giải do Hiệp hội Cầu thủ Chuyên nghiệp Anh bình chọn: 2015-16